# Осипов, Артём (футболист)
Артём О́сипов (латыш. Artjoms Osipovs; род. 8 января 1989, Рига, Латвийская ССР, СССР) — латвийский и российский футболист, нападающий.

## Карьера
В чемпионате Латвии дебютировал в составе «Блазмы» Резекне в 2008 году. 2009 год провёл в арендах в белорусском клубе «Неман» Гродно и в молдавском клубе «Тирасполь». По возвращении в Латвию выступал за клубы «Блазма» (2010), «Олимп» Рига (2011), «Юрмала» (2012), «Сконто» Рига (2013—2015), «МЕТТА/ЛУ» Рига (2016), «Елгава» (2016). В январе 2017 года перешёл в клуб ФК «Лиепая». С июля 2017 — в составе клуба чемпионата Литвы «Йонава».
Выступал за юношеские и молодёжную сборные Латвии.
Был негражданином Латвии, в конце 2014 года получил российское гражданство, чтобы получить возможность выступать в российской ФНЛ.